# 김유림 (스피드스케이팅 선수)
김유림(金裕臨, 1990년 2월 3일~)은 대한민국의 은퇴한 스피드스케이팅 선수이다. 2006년 세계 주니어 선수권 대회에서 우승하며 주목을 받았다. 올림픽에 2회 참가하였고, 2007년 동계 아시안 게임에서 동메달 1개를 획득했다.

## 경력
의정부시에서 태어나 경의초등학교, 의정부여자중학교, 의정부여자고등학교를 졸업했다. 의정부여고 1학년 때인 2005년에 국가대표로 발탁되었고, 같은 해 11월에 미국 솔트레이크시티에서 열린 2005–06년 2차 월드컵에 참가하면서 처음으로 월드컵에 출전했다. 이듬해인 2006년 1월에는 네덜란드 헤이렌베인에서 열린 2006년 세계 스프린트 선수권 대회에 참가하여 13위를 기록했다. 같은 해 2월에는 이탈리아 토리노에서 열린 자신의 첫 올림픽인 2006년 동계 올림픽에 참가하였으며, 500m 부문에서 20위, 1000m 부문에서 28위를 기록하며 올림픽을 마쳤다.
2006년 3월 독일 에르푸르트에서 열린 2006년 세계 주니어 선수권 대회에서 500m, 1000m, 1500m 부문에서 1위를 차지하며  체코의 마르티나 사블리코바와 대표팀 동료 이주연을 누르고 개인종합 우승을 차지했다. 이는 대한민국 여자 선수로는 최초로 세계 주니어 선수권 대회 종합우승 기록이며, 1976년 대회에서 종합 우승을 차지한 이영하 이후 30년만에 나온 대한민국 국적 선수 우승 기록이다. 이주연, 노선영과 함께 출전한 팀 추월 종목에서는 네덜란드팀의 뒤를 이어 은메달을 획득했다.
2007년 1월 중화인민공화국의 창춘에서 열린 2007년 아시아 선수권 대회에서 500m 부문에서 5위를 기록했으나 1000m 부문에서는 대표팀 동료인 최승용과 중국의 위징을 누르고 금메달을 획득했다. 이후 2월에 창춘에서 열린 2007년 동계 아시안 게임에 참가하여 500m에서 9위를 기록했다. 1000m에서는 중국의 왕베이싱, 왕페이, 런후이의 뒤를 이어 4위를 기록했으나 아시안 게임의 국가 메달 독식 금지 규정에 따라 런후이와 공동 동메달을 획득했다. 아시안 게임 이후 오스트리아 인스브루크에서 열린 2007년 세계 주니어 선수권 대회에 참가하여 500m 은메달, 팀 추월에서 노선영, 박승주와 함께 참가하여 은메달을 획득했다.
2008년 3월 일본 오비히로에서 열린 2008년 세계 종목별 선수권 대회에 참가하여 500m 20위, 1000m 15위, 1500m 16위를 기록했다. 이듬 해인 2009년 2월에는 중국 하얼빈에서 열린 2009년 동계 유니버시아드에 참가하였으며, 1000m 11위, 1500m 13위를 기록했으나 노선영, 이주연, 조혜수와 함께 출전한 팀 추월에서는 중국팀의 뒤를 이어 은메달을 획득했다.
2010년 2월 캐나다 밴쿠버에서 열린 2010년 동계 올림픽에 참가하여 스피드스케이팅 여자 1000m 종목에 출전했으나 코너를 돌다가 넘어지면서 경기를 마치지 못했다. 밴쿠버 올림픽 이후에는 국제 대회 참가가 줄어들었고, 2012년 2월에 카자흐스탄의 아스타나에서 열린 2012년 아시아 선수권 대회에 참가하였다. 김유림은 이 대회 500m 종목에서 카자흐스탄의 예카테리나 아이도바와 대표팀 동료인 박승주의 뒤를 이어 동메달을 획득했으며, 1000m 종목에서 아이도바의 뒤를 이어 은메달을 획득했다. 이후 국내 대회에 집중하며 선수 활동을 하다가 2017년에 은퇴했다. 이후 2018년 3월 28일에 이강석과 함께 은퇴식을 가졌다.
은퇴 후에는 대한민국 국가대표 상비군 코치와 한국유소년스포츠협회 이사로 재직 중이며, 2018년 동계 올림픽 당시 문화방송에서 스피드스케이팅 해설가로 활동했다.

## 개인사
2021년 5월 29일 골프 지도자 출신 사업가인 이상연과 결혼했다.

## 수상
- 2006년 세계 주니어 스피드스케이팅 선수권 500m, 1000m, 1500m 금메달[7]